# Delphini Vilijn
Delphini Vilijn, ook bekend als Delphi, is een personage uit de Harry Potter-serie van de Britse schrijfster J.K. Rowling. Ze is een halfbloed heks, de dochter van Marten Vilijn en Bellatrix van Detta. Als enig kind van Heer Voldemort werd Delphini de enige bekende erfgenaam van Zalazar Zwadderich na het overlijden van haar vader. Delphini werd gevangen gezet in Azkaban voor de moord op Karsten Breuking Jr.

## Vroege jeugd
Delphini werd in het geheim geboren in Villa Malfidus vóór 1998 als kind van Bellatrix van Detta en Heer Voldemort. Op 2 mei 1998 werden beide ouders gedood in de Slag om Zweinstein. De man van Bellatrix, Rodolphus van Detta, overleefde de Slag, maar werd naar Azkaban gestuurd.

## Rol in het boek
Delphini beschikt over zeer Duistere Magie, en doet zich voor als Delphi Kannewasser, de zogenaamde nicht van Carlo Kannewasser, met behulp van een Waanzichtspreuk. Als Albus Potter, de zoon van Harry Potter, zijn vader hoort praten met Barend Kannewasser en Delphi over Carlo, wil hij hem redden met behulp van een tijdverdrijver. Deze hebben Scorpius Malfidus, Delphi, en hij samen bemachtigd in het kantoor van Hermelien Griffel, toenmalig Minister van Toverkunst. Hiermee reizen ze terug in de tijd. Delphi gaat dan niet mee.
Als de jongens zijn teruggekomen van hun reis door de tijd, bedreigt Delphi de jongens en neemt ze mee terug in de tijd omdat ze haar vader, Voldemort, wil ontmoeten. Eenmaal aangekomen maakt Delphi de tijdverdrijver kapot, en zitten ze dus vast in de tijd. Delphi gaat weg en laat de jongens in de steek. Albus en Scorpius bedenken een plan en zorgen ervoor dat Harry ontdekt dat ze vastzitten in de tijd. Draco Malfidus, Scorpius' vader, heeft zelf ook een tijdverdrijver. Hij en Harry redden daarmee de jongens en vangen Delphi. Delphi wordt naar Azkaban gestuurd voor de moord op Karsten Breuking Jr.